# Blood Simple
Blood Simple (Sangre fácil, en España; Simplemente sangre, en Hispanoamérica) es una película estadounidense neo-noir de suspenso de 1984 escrita, montada, producida y dirigida por los hermanos Coen. Fue el debut como directores de Joel e Ethan Coen —aunque solo Joel figura en los créditos como director—, el primer largometraje del cinematógrafo Barry Sonnenfeld —quien más tarde se dedicó a la dirección— y el debut en el cine de Frances McDormand.
El título del filme proviene de la novela Cosecha roja (1929), de Dashiell Hammett, donde el término «blood simple» se utiliza para describir la actitud desconcertada y temerosa de la gente después de una experiencia de violencia prolongada.
La película fue financiada mediante crowdfunding y rodada en Austin y Hutto, Texas. En 2001 se editó en DVD el Director's Cut. Ocupó el puesto número 98 de la lista 100 años... 100 películas de suspense elaborada por el American Film Institute y el puesto número 73 en la lista The 100 Scariest Movie Moments realizada por el canal de televisión Bravo.

## Argumento
Ray (John Getz), uno de los empleados del bar de Julian Marty (Dan Hedaya) ayuda a Abby (Frances McDormand), la esposa de éste, a huir de su tiránico marido, llevándola a Houston, aunque pararán para pasar la noche juntos en un motel cuando él le confiesa que le gusta. Esa noche serán fotografiados en la cama por Loren Visser (M. Emmet Walsh), un detective contratado por Marty, quien sospechaba de las infidelidades de su mujer.
Al saberse descubiertos regresan, pasando ella por su casa para recoger el revólver que le regaló su propio marido, tras lo cual se esconden en la casa de Ray. Al día siguiente Marty entra en ella y sorprende a Abby, sacándola a la calle a empujones, aunque la propia Abby conseguirá deshacerse de él con una patada en los genitales.
Obsesionado por el engaño, Marty decide entonces ofrecer diez mil dólares a Visser para acabar con los amantes. Y este acepta el encargo, pidiendo a Marty que se vaya a la ciudad de Corpus Christi mientras él realiza el trabajo y se deshace de los cadáveres. Y esa misma noche Visser entra en casa de Ray y sorprende a la pareja durmiendo. Al día siguiente va a ver a Marty al bar y recibe el dinero prometido tras mostrarle las fotos de los asesinados, aunque de pronto se vuelve hacia Marty y acaba con él, con la pistola que le robó a Abby.
Poco después Ray, quien no fue asesinado, llega al bar, con la idea de hacerse con el dinero que Marty le debía, encontrándose el cuerpo de su jefe.
Tras descubrir el revólver de Abby decide limpiar la sangre y deshacerse del cadáver llevándolo hasta las afueras de la ciudad y enterrándolo en el campo, pese a comprobar que aún no estaba muerto. Cuando regresa a su casa encuentra a Abby todavía durmiendo, tras lo cual se asombra, ya que la cree autora del asesinato, aunque no le pide ninguna aclaración.
Meurice (Samm-Art Williams), el otro camarero del bar de Marty, acude a visitar a Ray tras escuchar un mensaje que Marty dejó en su contestador pidiéndole explicaciones por un dinero que desapareció de la caja fuerte, pensando que quien lo robó fue Ray. Todo se complica cuando Visser se da cuenta de que se dejó el mechero en el bar, y que falta una de las fotografías de la pareja, lo que puede inculparle, por lo que regresa al bar. También acude al mismo lugar Ray, que consigue abrir la caja fuerte y descubre la foto de él y Abby supuestamente muertos. Regresa tras ello a ver a Abby, sospechando lo que ocurrió, y dándose cuenta de que alguien lo vigila.
Cuando Abby entra en la casa Ray le pide que apague la luz. Abby, asustada, creyendo que Ray perdió la cabeza, no le hace caso, y al prender la luz ve horrorizada cómo alguien dispara contra Ray desde fuera de la casa y acaba con él. Apaga entonces la luz para escuchar, aterrorizada cómo alguien entra en su casa. No sabe que es Visser, que registra el cuerpo de Ray buscando su mechero, tras lo cual trata de sorprender a Abby abriendo la ventana del cuarto en que se esconde. Pero ella le clava un cuchillo en la mano y cierra la ventana, dejándolo inmovilizado. Visser consigue librarse, aunque Abby le espera con su revólver y le dispara a través de la puerta, antes de que la ataque él, mientras le dice «no te tengo miedo, Marty». Visser, moribundo, ríe antes de morir, al comprender la confusión.

## Reparto
- John Getz como Ray
- Frances McDormand como Abby Marty
- Dan Hedaya como Julian Marty
- M. Emmet Walsh como Investigador Loren Visser
- Samm-Art Williams como Meurice
- Deborah Neumann como Debra
- Holly Hunter como Helene Trend (solo voz, sin acreditar)

## Financiación
En una búsqueda de potenciales inversores, los hermanos Coen se presentaron en casas particulares y negocios con un proyector para mostrar un trailer que habían realizado, cuyo contenido se trataba de un hombre arrastrando una pala al lado de un automóvil en medio de una carretera, de espaldas a un hombre a quien iba a matar y un disparo a una pared con agujeros iluminados desde atrás. Daniel Bacaner fue una de las primeras personas en invertir en el proyecto; también se transformó en productor ejecutivo del mismo y presentó a los Coen a otros inversores potenciales. El proceso para recaudar los 1 500 000 dólares les llevó un año.

## Producción
La película fue filmada en varias locaciones en Austin y Hutto (Texas), durante un periodo de ocho semanas en el otoño de 1982. La posproducción de la cinta tardó un año y fue finalizada en 1983.

## Recepción
Mientras que en la taquilla tuvo modestos resultados, Blood Simple fue ampliamente elogiada por los críticos. Consiguió un 94 % de críticas favorables en Rotten Tomatoes, donde el consenso general dice: «Brutalmente violenta y asombrosamente graciosa en medidas iguales, Blood Simple ofrece evidencias tempranas de la retorcida sensibilidad e ingenio como cineastas de los hermanos Coen». La película recaudó alrededor de tres millones de dólares. Fue proyectada en el Festival de Cine de Sundance, donde recibió el Grand Jury Prize. También llegó a los festivales de Toronto, Cannes y Nueva York. 
En 2001, el American Film Institute colocó la cinta en el puesto número 98 de su lista «100 años... 100 películas de suspense». En 2025, Scott Tobias, de The Guardian, notó que en Blood Simple los Coen se alejan del noir clásico al enfocarse en lo difícil y desordenado que es cometer un crimen, mostrando la ineptitud de los protagonistas. La tensión en la película no proviene solo de la acción, sino de la incomodidad de las situaciones y los errores humanos. Este enfoque, junto con su tono oscuro y humorístico, influyó en una nueva ola de cine negro, estableciendo las bases para muchas películas posteriores.

## Música
Canciones incluidas en la banda sonora:
| Título                 | Intérprete                           |
| ---------------------- | ------------------------------------ |
| It’s The Same Old Song | The Four Tops                        |
| Louie Louie            | Toots and the Maytals                |
| The Lady In Red        | Xavier Cugat and his Orchestra       |
| Rogaciano              |                                      |
| He’ll Have To Go       | Joan Black                           |
| El sueno               | Johnny Ventura y su Combo            |
| Anahi                  | Maria Luisa Buchino and her Llameros |
| Sweet Dreams           | Patsy Cline                          |